# Pupínia
Pupínia va ser una ciutat d'Itàlia esmentada per Horaci, Titus Livi i Marc Terenci Varró. Valeri Màxim parla d'un pagus Pupinioe, que descriu com estèril i calorós. Titus Livi el situa al Latium. Festus Avienus deixa entreveure que era no lluny de Tusculum cosa que concorda amb Livi que l'esmenta en relació amb la guerra amb els etruscs l'any 308 aC.
Una tribu romana portava el nom de Pupinia, en referència a un Ager Pupinius, proper a Roma.